# André Diamant
André Diamant (Fortaleza, 9 de fevereiro de 1990) é um enxadrista brasileiro, detentor do título de Grande Mestre Internacional (GM) de xadrez, concedido pela FIDE em 2009.
Diamant é judeu e aprendeu os princípios do jogo com o seu pai, Jean Pierre, aos quatro anos de idade. Aos seis anos de idade começou a ser treinado por Sidney Corrêa Filho. Aos oito anos, tomou aulas de xadrez no Clube A Hebraica, vindo a apresentar um excepcional desempenho como jovem enxadrista. Em 2000, com o patrocínio do clube, fez um estágio de quatro meses em São Petersburgo, na academia de Alexander Khalifman, um dos melhores enxadristas do mundo e depois seguiu para aprofundar seus conhecimentos na estudar na Espanha. Conquistou os títulos de campeão pan-americano em 2001 na categoria sub-12 e de campeão paulista e brasileiro na categoria sub-16. Diamant também já integrou a equipe olímpica brasileira, tendo representado o país na 38ª Olimpíada de Xadrez, além de ter obtido a medalha de prata na Macabíada Mundial, ocorrido na cidade de Jerusalém.
Em 2008, com apenas dezoito anos de idade, conquistou o título de campeão brasileiro na 75ª edição do Campeonato Brasileiro Absoluto de Xadrez, realizado entre os dias 7 e 16 de dezembro de 2008, na sinagoga da União Israelita Porto-Alegrense, superando o campeão anterior, o GM gaúcho Giovanni Vescovi. Diamant obteve oito pontos em onze possíveis, sendo seis vitórias, quatro empates e apenas uma derrota. Com a presença de cinco GMs e quatro MIs em um round-robin com doze jogadores, a final do campeonato de 2008 atingiu a categoria nove, sendo considerada a mais forte ocorrida no país, considerando-se que todos os participantes são ex-campeões brasileiros. O título concedeu a Diamant sua segunda norma de GM. A Confederação Brasileira de Xadrez considerou esta final a de mais alto rating médio dos últimos tempos.
Em 2009, Diamant conquistou a terceira e definitiva norma do título de Grande Mestre no Magistral Internacional Partido de La Costa, realizado em Mar de Ajó, Argentina, tornando-se o oitavo Grande Mestre brasileiro da atualidade.
Em 2010, venceu o Aberto de La Roda na Espanha, com uma performance de 2651.
Diamant está se graduando em Sistemas de Informação, é pai de Isaac, nascido em 2008, e o seu treinador atual é o GM Gilberto Milos.

## Curiosidades
- De ascendência judaica, Diamant disputava suas partidas de xadrez usando um quipá (solidéu), assim como fazia o célebre Akiba Rubinstein. Atualmente ele vem utilizando um boné com a mesma finalidade religiosa.
- A final do campeonato brasileiro absoluto de 2008 foi a primeira na história do enxadrismo mundial a ser realizada em uma sinagoga.
- Na conquista do campeonato brasileiro de 2008, ele perdeu apenas uma partida contra o MI Krikor Mekhitarian, após 163 lances em uma partida que aparentemente estava empatada.
- Aprecia futebol e é torcedor do Santos Futebol Clube.